# Tagetes minuta
La Huacatay (Tagetes minuta L.) è una pianta erbacea annuale della famiglia delle Asteraceae.

## Etimologia
Il nome comune huacatay proviene dalla lingua quechua (il nome corretto sarebbe huatacay). L'epiteto specifico minuta si riferisce ai suoi fiori di piccole dimensioni.

## Descrizione
Può raggiungere i 0,6-1,2 m di altezza; ha foglie lanceolate e dentate, un odore forte, e piccoli fiori gialli.

## Distribuzione e habitat
Tagetes minuta cresce allo stato selvatico nella regione costiera, andina e amazzonica di Argentina, Cile, Bolivia e Perù, nonché nella regione del Chaco  del Paraguay..
La pianta ha difficoltà a crescere in zone ombrose, ma predilige sia i suoli secchi che quelli umidi. Ha una bassa tolleranza al gelo e richiede ampie stagioni di crescita.

## Proprietà
L'olio essenziale di Tagetes minuta, utilizzato nell'industria dei profumi, comprende oltre 27 componenti tra cui i principali sono limonene (13.0%), piperitenone (12.2%), α-terpinolene (11.0%), piperitone (6%), (E)-tagetone (5.7%) e (Z)-ocimenone (5.1%).

## Usi
Sin dai tempi della colonizzazione spagnola fu introdotto in Europa, Asia e Africa.
Per alcuni tempi fu utilizzata in infusi e come rimedio contro raffreddori, infiammazioni respiratorie o problemi di stomaco. Le foglie quando seccate possono essere usate come una spezia per insaporire gli alimenti.
È utilizzata anche nell'alimentazione come spezia (si veda a tale proposito la voce Cucina peruviana).
La linfa può causare irritazione alla pelle e anche dermatiti.